# Mola del Valencià
La Mola del Valencià és un cim de 233 metres que es troba al municipi d'Ulldecona, a la comarca del Montsià.